# Engishiki
De Engishiki (延喜式) is een Japans wetboek uit 927 AD.

## Geschiedenis
In 905 gaf keizer Daigo opdracht een nieuw wetboek op te stellen. Fujiwara no Tokihira begon aan deze taak, maar het werk stopte toen hij vier jaar later, in 909, overleed. Zijn broer, Fujiwara no Tadahira, nam het werk in 912 over, en voltooide het wetboek in 927. Na een aantal herzieningen werd het officieel ingevoerd in 967.

## Inhoud
De tekst bestaat uit 50 volumes en is opgedeeld per departement:
- volumes 1-10: Jingi-kan, Departement van godsdienst
- volumes 11-40: Daijō-kan, Departement van Staat en de acht ministeries
- volumes 41-49: overige departementen
- volume 50: overige wetten